# 建始 (漢)
建始（けんし）は、中国、前漢の成帝劉驁の治世に行われた最初の年号。
紀元前32年 - 紀元前29年。

## 西暦との対照表
| 建始 | 元年   | 2年    | 3年    | 4年    | 5年    |
| 西暦 | 前32年 | 前31年 | 前30年 | 前29年 | 前28年 |
| 西暦 | 己丑   | 庚寅   | 辛卯   | 壬辰   | 癸巳   |